# Jusuf Zejnullahu
Jusuf Zejnullahu (1944 - ?) was een Kosovaars-Albanees politicus gedurende jaren tachtig. Hij nam een aantal economische posities in, in Kosovo en in Joegoslavië als geheel.
Op 14 april 1989 werd Jusuf Zejnullahu gekozen als lid van het Centraal Comité van de Liga van Communisten van Kosovo en op 4 december 1989 werd hij gekozen tot Voorzitter van de Uitvoerende Raad, vergelijkbaar met premier, van de Socialistische Autonome Provincie Kosovo (1974-1990), toen onderdeel van de Socialistische Federale Republiek Joegoslavië. Zijn voorganger was Daut Jashanica. Na hem werd de post van 5 juli 1990 tot 28 september 1998 afgeschaft.
Op 3 april 1990 boden Zejnullahu en een aantal andere etnische Kosovaarse Albanezen van de Provinciale Uitvoerende Raad, inclusief een van de twee vice-premiers, hun ontslag aan. Deze actie was bedoeld als protest tegen de besluiten van Servië onder Slobodan Milošević en diens aanpak van de separatistische onrust die uitging van de lokale Communistische Partij van Kosovo. Op 23 mei werden de aangeboden ontslagen geweigerd door het Kosovaarse parlement en bleven de functionarissen op hun posten. Zejnullahu was later betrokken bij de Verklaring van Afscheiding van 2 juli 1990, waarna het Kosovaarse Parlement en de Uitvoerende Raad werden ontbonden. Hij werd erna aangewezen als Premier in Verbanning van de Kosovaarse schaduwregering, van 7 september 1990 tot 5 oktober 1991, en daarna gearresteerd vanwege zijn pro-onafhankelijkheidsactiviteiten. Als schaduwpremier werd hij opgevolgd door Bujar Bukoshi. In 1999 emigreerde hij naar de Verenigde Staten, waar hij nog steeds in Clearwater (Florida) woont.
- Gemeinsame Normdatei: 1204839824
- International Standard Name Identifier: 0000 0000 5085 8444
- Library of Congress Control Number: no2008106448
- Virtual International Authority File: 21959424
- WorldCat: E39PBJfx7jxfBPfYg79PYXxkXd